# Manoir du Fay
Le manoir du Fay est situé sur la commune d'Yvetot, dans le département de la Seine-Maritime.

## Historique
Le manoir appartient au début du XVIIe siècle à Pierre Houel de Valleville, grand-oncle de Pierre Corneille. En 1989, la ville d'Yvetot se porte acquéreur du domaine. Le parc de 7 hectares est ouvert au public ;  il consiste en un verger, tandis qu'à l'arrière du manoir est entretenu un jardin de fruits et légumes. 
La demeure et ses dépendances sont implantées au sein d'un clos-masure. À ce titre, le manoir du Fay s'inscrit dans une démarche de protection des ensembles de même nature recensés à l'initiative du département de la Seine-Maritime.
En novembre 2023, au titre de la restauration de la longère, du manège, de la charreterie et de la tour d'angle, l'édifice s'est vu décerner le prix départemental des « Rubans du patrimoine 2023 ».

## Protection
Les bâtiments agricoles et parcelles cadatrales, y compris le talus planté et les murs font l'objet d'une inscription au titre des monuments historiques le 26 octobre 1994 et le logis d'un classement le 12 décembre 1996.